# Confederación Española de Organizaciones Empresariales
La Confederación Española de Organizaciones Empresariales (CEOE) es una organización empresarial española fundada en junio de 1977 que representa a los empresarios españoles e integra a empresas públicas y privadas de todos los sectores de actividad. Centra su labor en la ayuda a los empresarios en contraposición con la labor de los sindicatos.
La afiliación se realiza a través de dos mil asociaciones de base y doscientas organizaciones territoriales y sectoriales.

## Historia
La CEOE fue fundada en junio de 1977 a partir de numerosos patronos y empresarios que procedían del antiguo Sindicato Vertical franquista, que en aquel momento se encontraba virtualmente extinguido. Fue fundada poco antes de la celebración de las elecciones generales de 1977 y unas semanas después de que el gobierno de Adolfo Suárez hubiera autorizado nuevamente la libertad de asociación sindical.
CEOE es miembro de BusinessEurope, patronal que agrupa a las organizaciones empresariales europeas, ostentando una de sus vicepresidencias.

## Listado de presidentes
1. Carlos Ferrer Salat (1977-1984), presidente fundador.
2. José María Cuevas (1984-2007).
3. Gerardo Díaz Ferrán (2007-2010).
4. Juan Rosell[4] (2010-2018).
5. Antonio Garamendi[5] (2018-presente).

## Críticas
La postura de los empresarios tras las elecciones municipales y autonómicas de 2015, contraria a las reformas que propugnan los nuevos partidos surgidos en la crisis por tacharlas de irresponsables, ha abierto una polémica en el debate político y socioeconómico en España.